# MTV Video Music Award alla canzone dell'estate
L'MTV Video Music Award alla canzone dell'estate (MTV Video Music Award for Song of the Summer) è un premio assegnato annualmente a partire dal 2013 nell'ambito degli MTV Video Music Awards.
Il premio è stato brevemente ritirato nel 2014, l'anno successivo alla sua creazione, prima di ritornare l'anno successivo nel 2015.
La votazione per questa categoria avviene tramite social media così che i fan possano decretare la canzone dell'estate.

## Vincitori e Candidati
I vincitori sono indicati in grassetto.

### Anni 2010
- 2013[1]
  - One Direction - Best Song Ever
  - Miley Cyrus - We Can't Stop

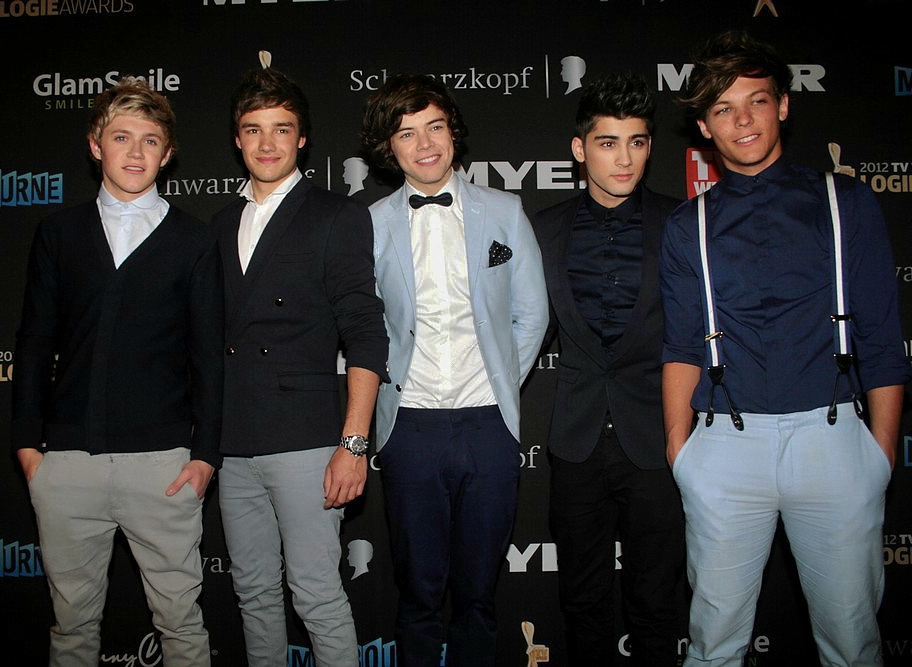
Gli One Direction, vincitori nel 2013.

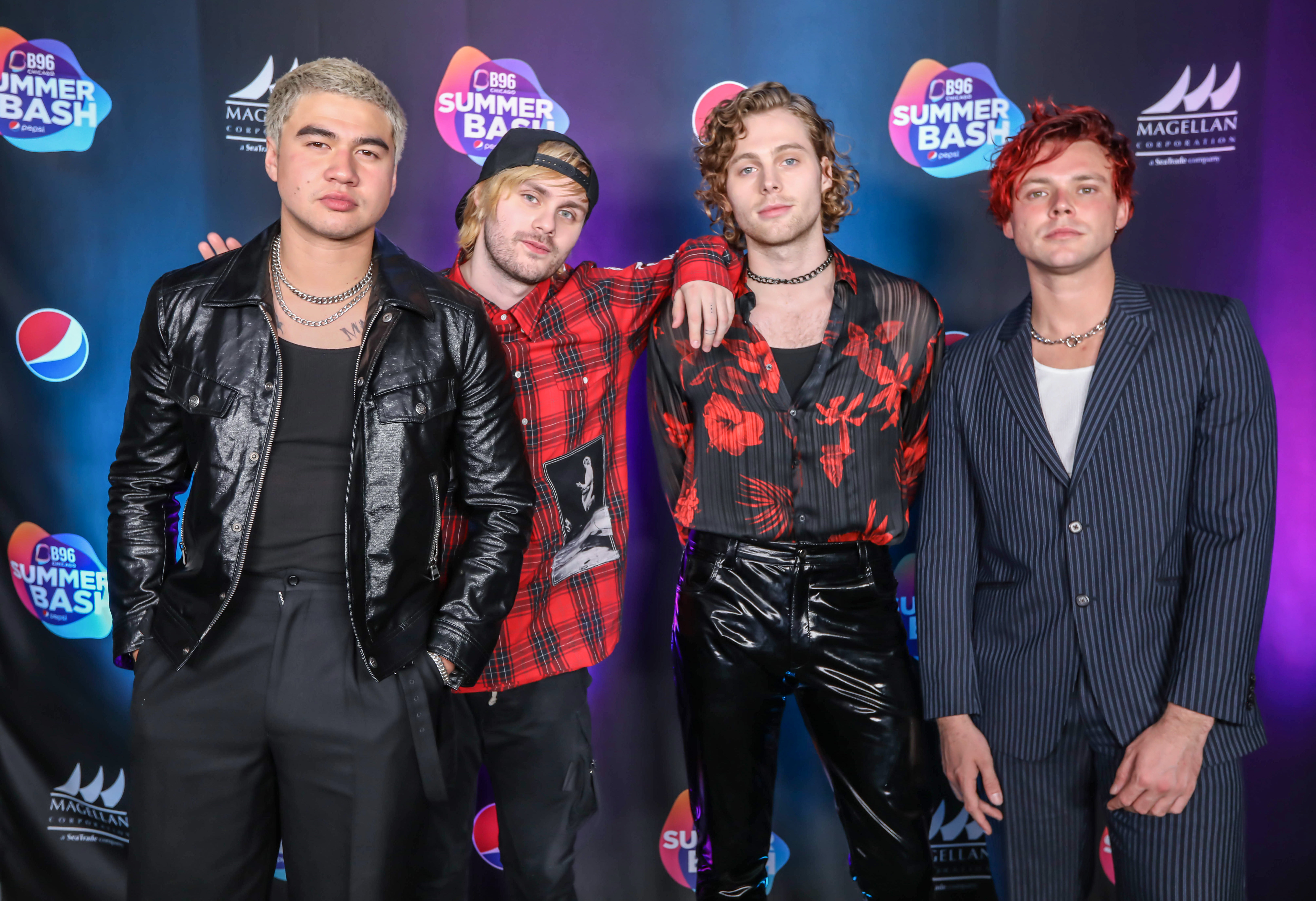
5 Seconds of Summer, vincitori nel 2015.

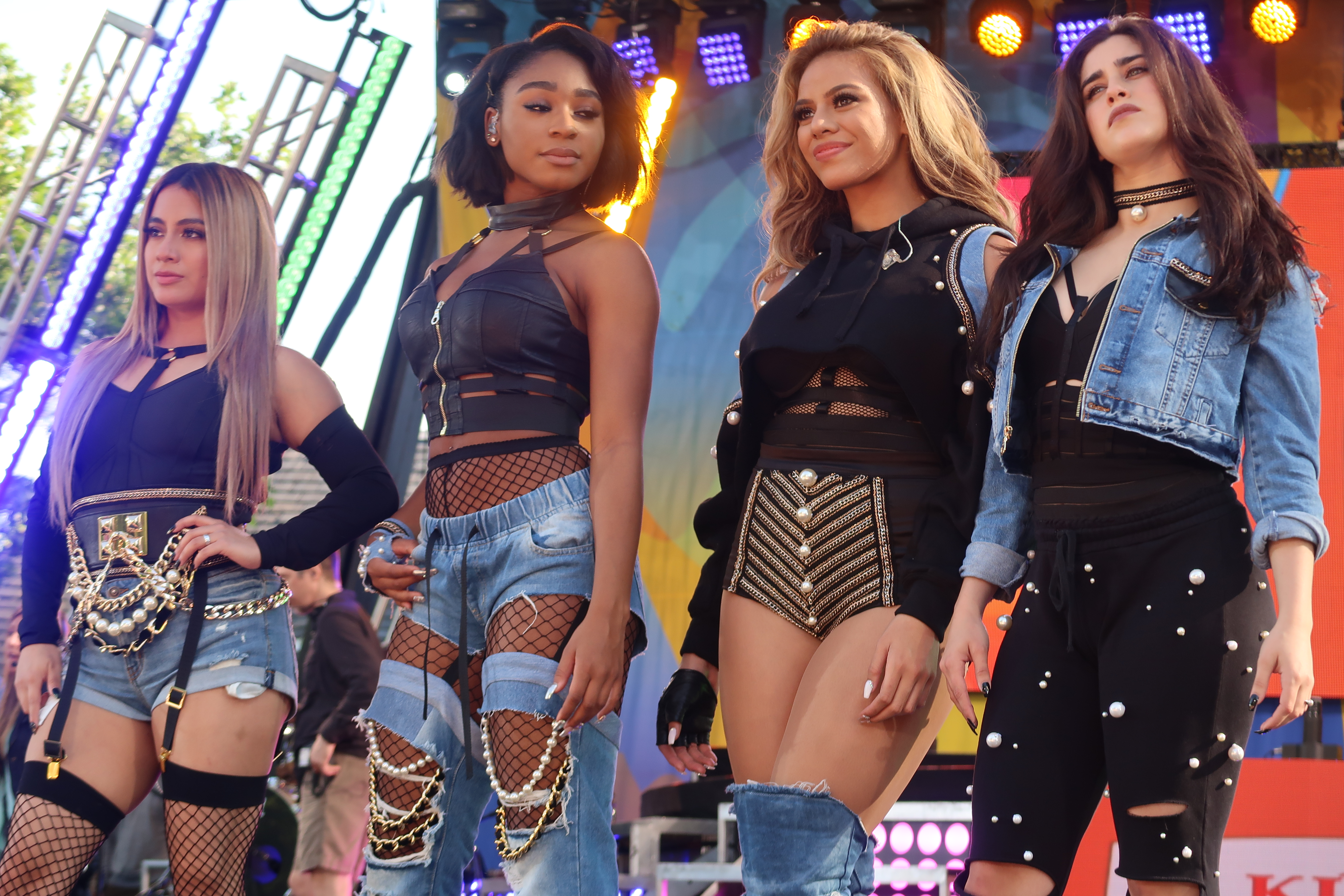
Fifth Harmony, vincitrici nel 2016.

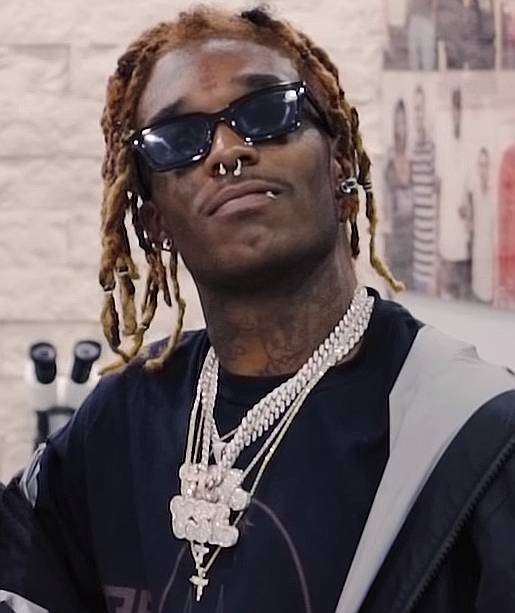
Lil Uzi Vert, vincitore nel 2017.

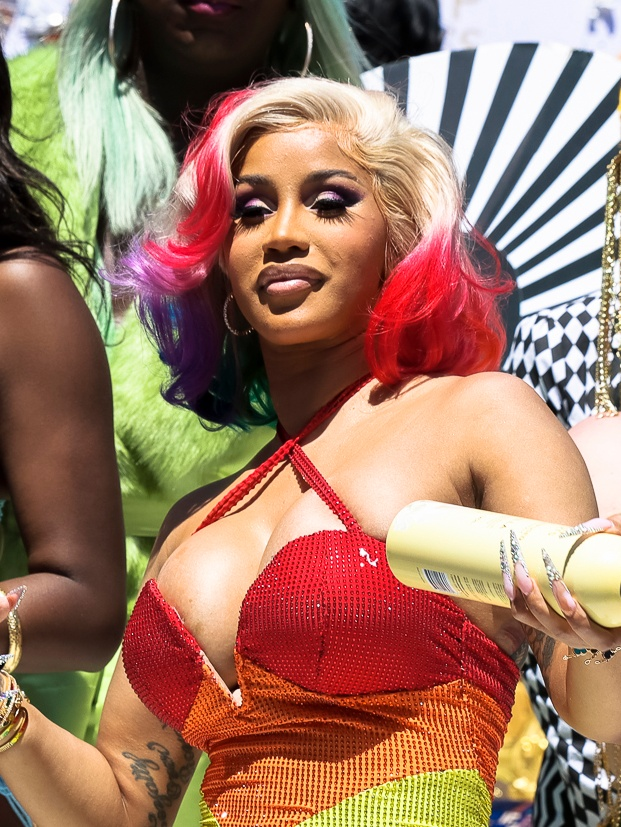
Cardi B, vincitrice nel 2018.

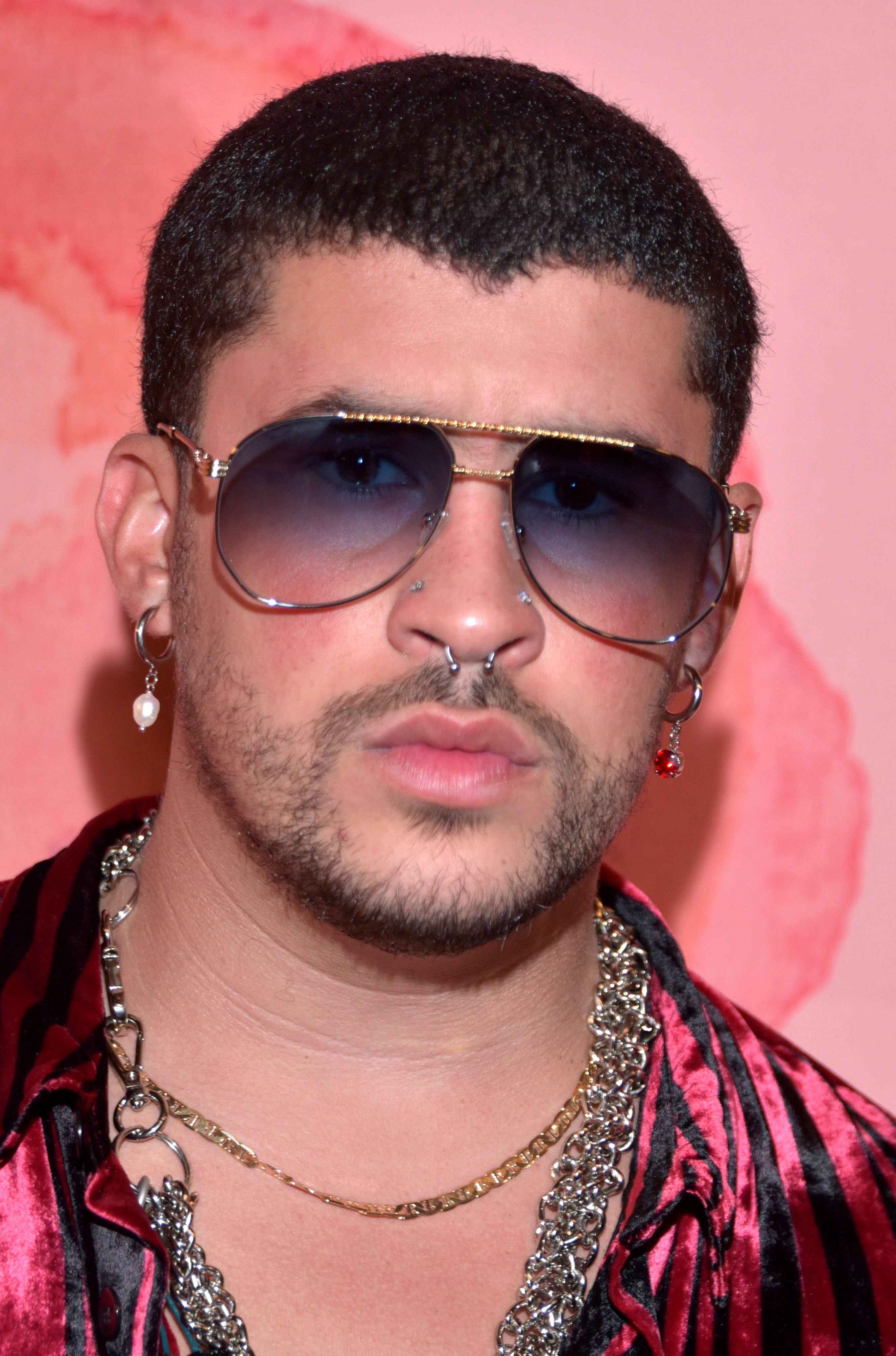
Bad Bunny, vincitore nel 2018.

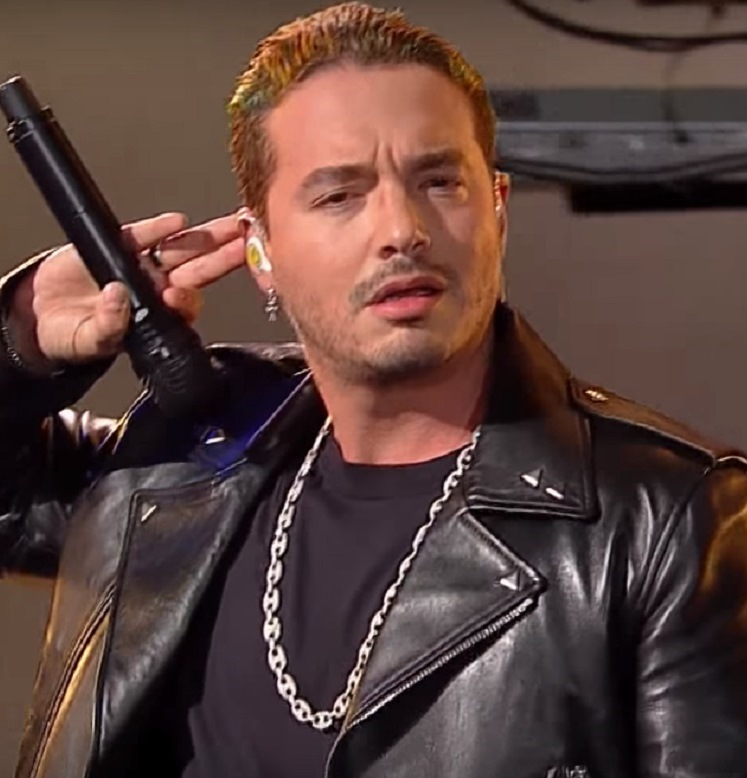
J Balvin, vincitore nel 2018.

  - Daft Punk (featuring Pharrell Williams) - Get Lucky
  - Selena Gomez - Come & Get It
  - Calvin Harris (featuring Ellie Goulding) - I Need Your Love
  - Robin Thicke (featuring T.I. e Pharrell Williams) - Blurred Lines
- 2015[2]
  - 5 Seconds of Summer - She's Kinda Hot
  - David Guetta (featuring Nicki Minaj, Afrojack e Bebe Rexha) - Hey Mama
  - Demi Lovato - Cool for the Summer
  - Fetty Wap - My Way
  - Fifth Harmony - Worth It
  - Major Lazer - Lean On
  - Omi - Cheerleader
  - Selena Gomez (featuring ASAP Rocky) - Good for You
  - Taylor Swift - Bad Blood
  - The Weeknd - Can't Feel My Face
- 2016[3]
  - Fifth Harmony (featuring Fetty Wap) - All in My Head (Flex)
  - The Chainsmokers (featuring Halsey) - Closer
  - Drake (featuring Kyla & Wizkid) - One Dance
  - Selena Gomez - Kill Em with Kindness
  - Calvin Harris (featuring Rihanna) - This Is What You Came For
  - Nick Jonas (featuring Ty Dolla Sign) - Bacon
  - Kent Jones - Don't Mind
  - Major Lazer (featuring Justin Bieber & MØ) - Cold Water
  - Sia - Cheap Thrills
  - Justin Timberlake - Can't Stop the Feeling!
- 2017[4]
  - Lil Uzi Vert - XO Tour Llif3
  - Ed Sheeran - Shape of You
  - Luis Fonsi & Daddy Yankee (featuring Justin Bieber) - Despacito (Remix)
  - Shawn Mendes - There's Nothing Holdin' Me Back
  - Fifth Harmony (featuring Gucci Mane) - Down
  - Camila Cabello (featuring Quavo) - OMG
  - DJ Khaled (featuring Rihanna e Bryson Tiller) - Wild Thoughts
  - Demi Lovato - Sorry Not Sorry
- 2018[5]
  - Cardi B, Bad Bunny e J Balvin - I Like It
  - DJ Khaled (featuring Justin Bieber, Chance the Rapper & Quavo) - No Brainer
  - Drake - In My Feelings
  - Calvin Harris & Dua Lipa - One Kiss
  - Juice Wrld - Lucid Dreams
  - Ella Mai - Boo'd Up
  - Post Malone - Better Now
  - Maroon 5 (featuring Cardi B) - Girls like You
- 2019[6][7]
  - Ariana Grande e Social House - Boyfriend
  - The Chainsmokers e Bebe Rexha - Call You Mine
  - Miley Cyrus - Mother's Daughter
  - DaBaby - Suge
  - Billie Eilish - Bad Guy
  - Jonas Brothers - Sucker
  - Khalid - Talk
  - Lil Nas X (featuring Billy Ray Cyrus) - Old Town Road (Remix)
  - Lil Tecca - Ransom
  - Lizzo - Truth Hurts
  - Shawn Mendes e Camila Cabello - Señorita
  - Post Malone (featuring Young Thug) - Goodbyes
  - Rosalía e J Balvin (featuring El Guincho) - Con altura
  - Ed Sheeran e Justin Bieber - I Don't Care
  - Taylor Swift - You Need to Calm Down
  - Young Thug (featuring J. Cole e Travis Scott) - The London

### Anni 2020
- 2020[8]
  - Blackpink - How You Like That

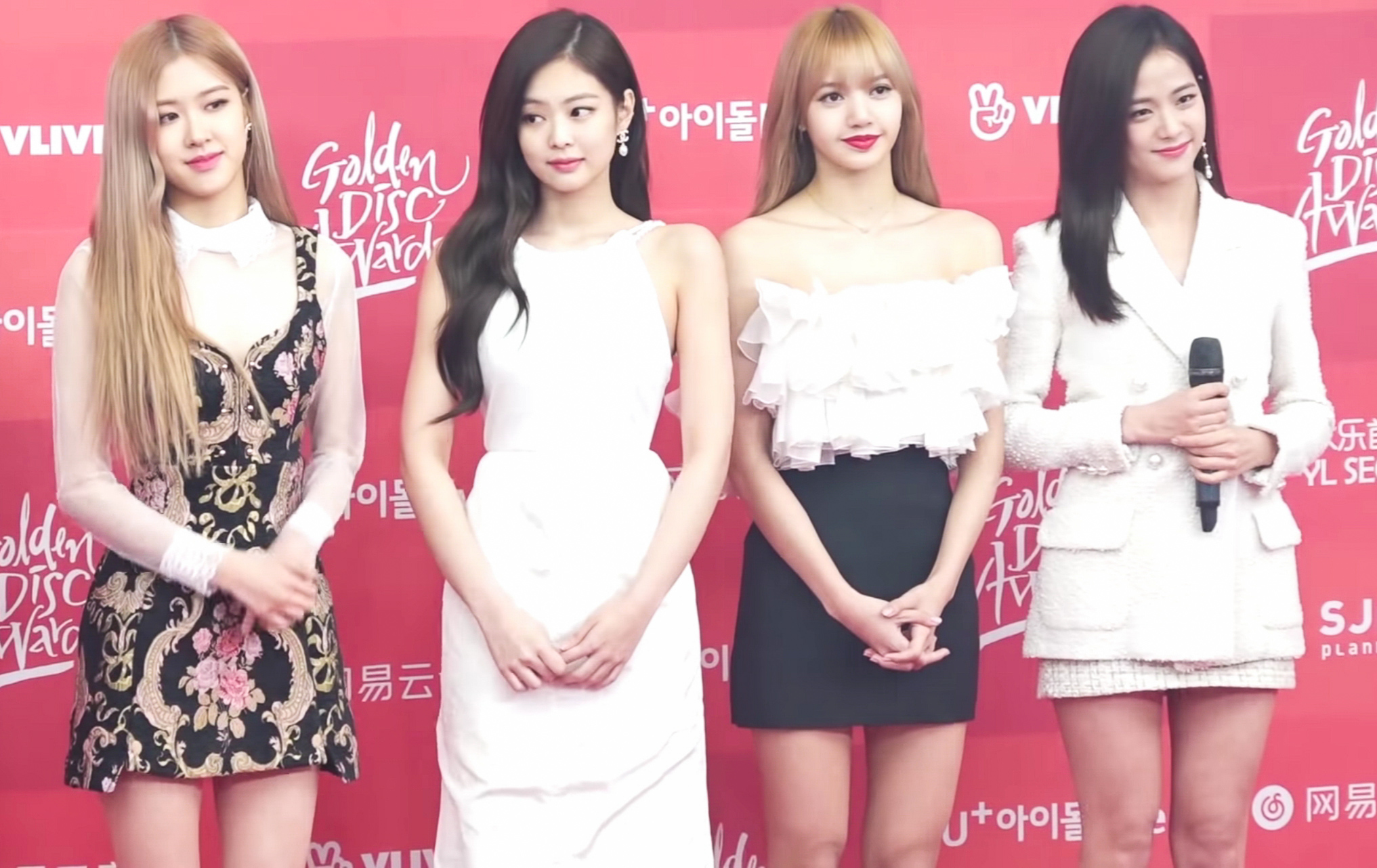
Le Blackpink, vincitrici nel 2020.

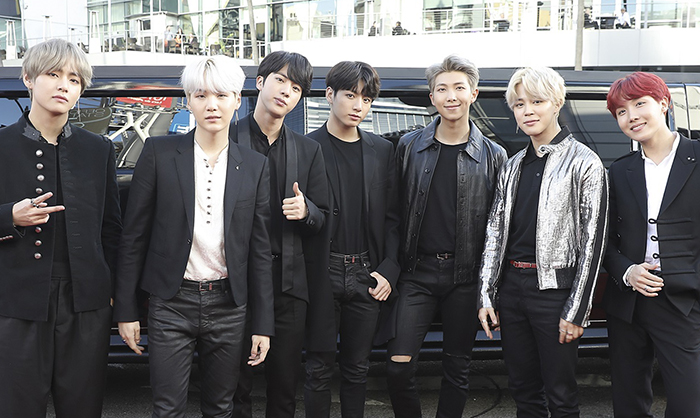
I BTS, vincitori nel 2021.

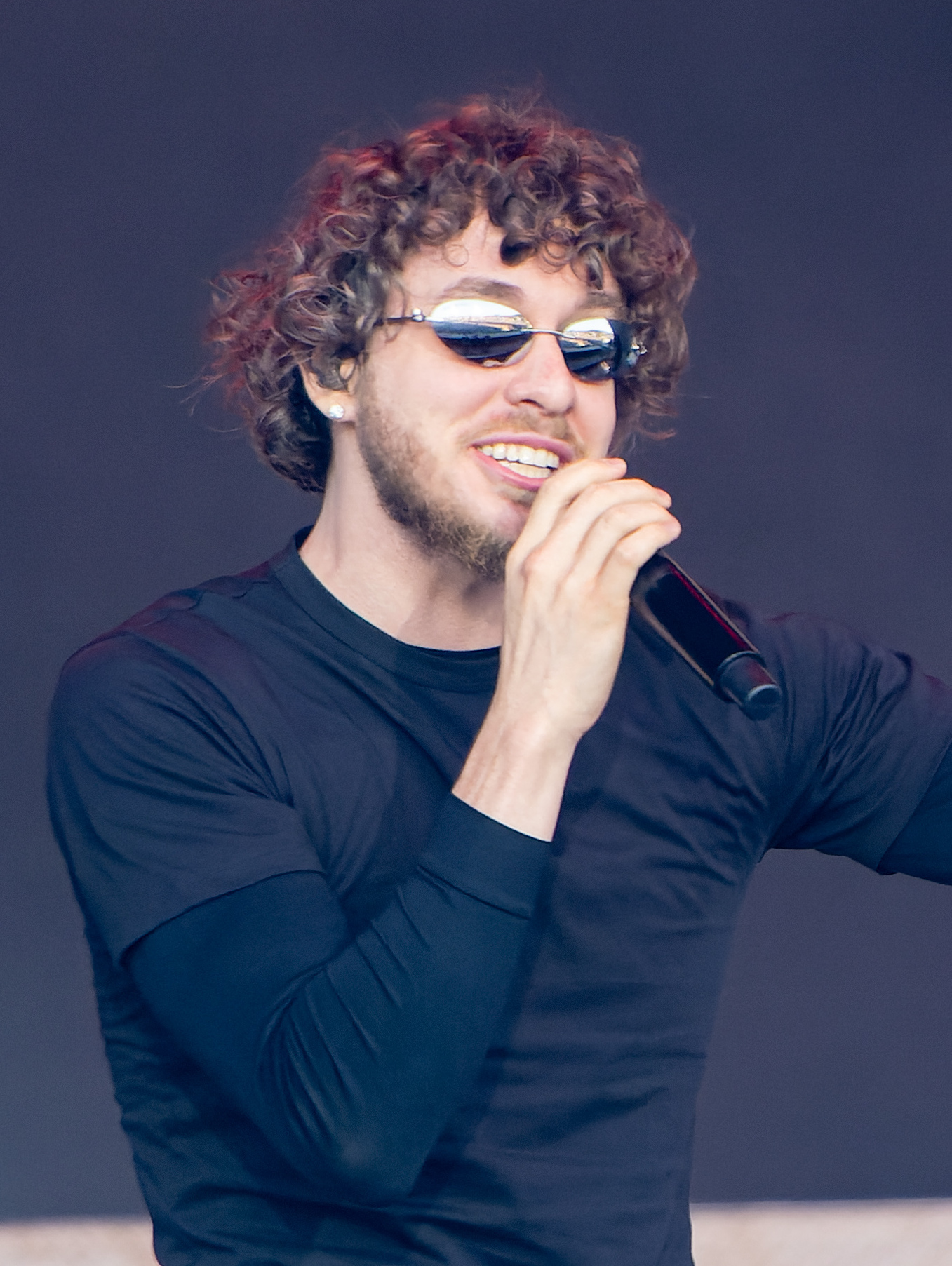
Jack Harlow, vincitore nel 2022.

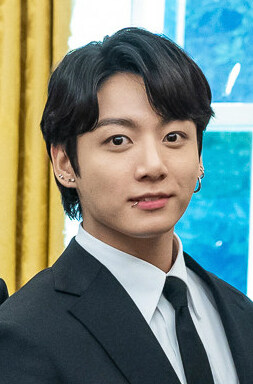
Jung Kook, vincitore nel 2023.

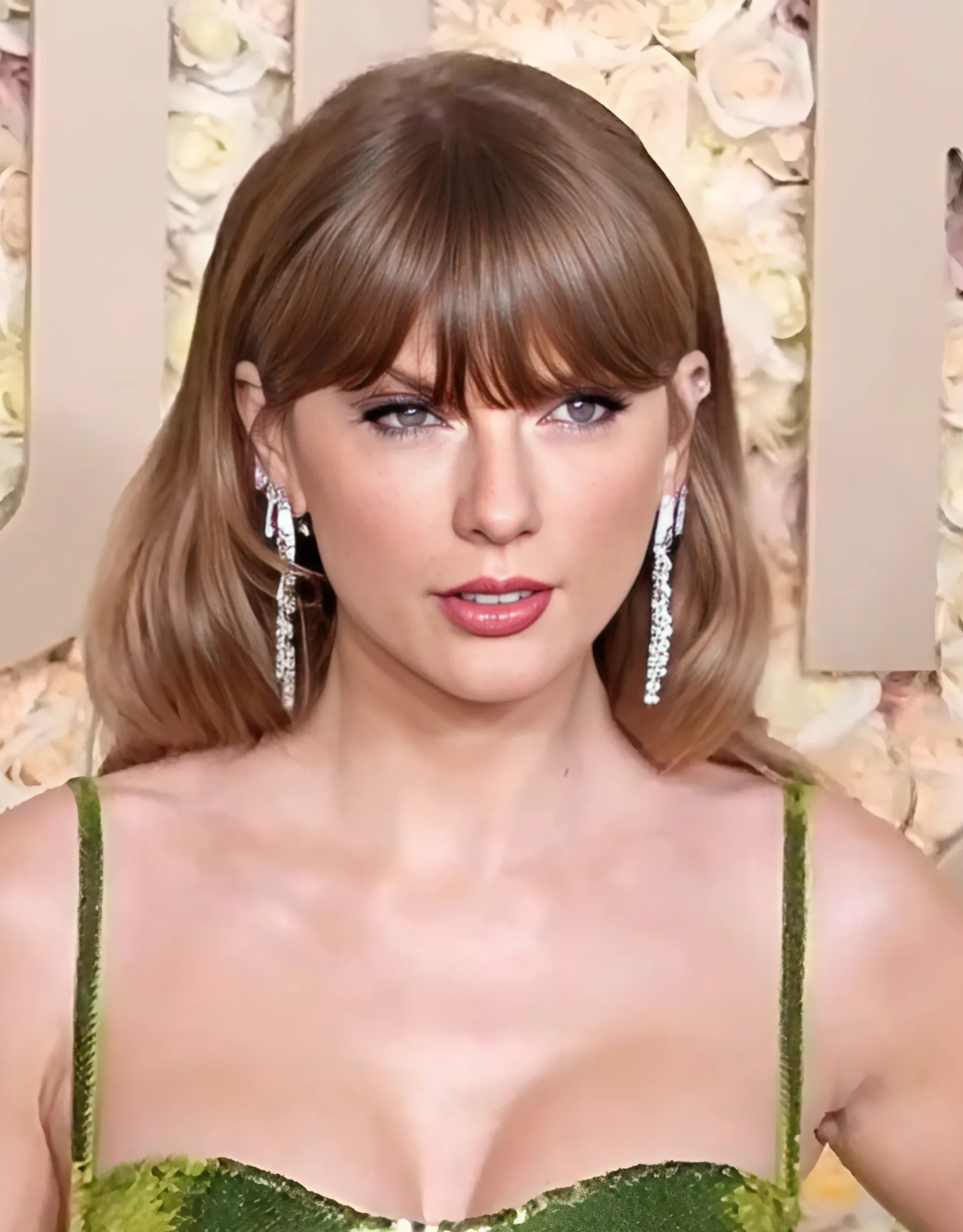
Taylor Swift, vincitrice nel 2024.

  - Cardi B (featuring Megan Thee Stallion) - WAP
  - DaBaby (featuring Roddy Ricch) - Rockstar
  - DJ Khaled (featuring Drake) - Popstar
  - Doja Cat - Say So
  - Dua Lipa - Break My Heart
  - Harry Styles - Watermelon Sugar
  - Jack Harlow - Whats Poppin
  - Lil Baby (featuring 42 Dugg) - We Paid
  - Megan Thee Stallion (featuring Beyoncé) - Savage (Remix)
  - Miley Cyrus - Midnight Sky
  - Pop Smoke (featuring 50 Cent & Roddy Ricch) - The Woo
  - Saint Jhn - Roses
  - Saweetie - Tap In
  - Taylor Swift - Cardigan
  - The Weeknd - Blinding Lights
- 2021[9]
  - BTS - Butter
  - Billie Eilish - Happier than Ever
  - Camila Cabello - Don't Go Yet
  - DJ Khaled (featuring Lil Baby & Lil Durk) - Every Chance I Get
  - Doja Cat - Need to Know
  - Dua Lipa - Levitating
  - Ed Sheeran - Bad Habits
  - Giveon - Heartbreak Anniversary
  - Justin Bieber (featuring Daniel Caesar & Giveon) - Peaches
  - The Kid Laroi e Justin Bieber - Stay
  - Lil Nas X e Jack Harlow - Industry Baby
  - Lizzo (featuring Cardi B) - Rumors
  - Megan Thee Stallion - Thot Shit
  - Normani (featuring Cardi B) - Wild Side
  - Olivia Rodrigo - Good 4 U
  - Shawn Mendes e Tainy - Summer of Love
- 2022[10]
  - Jack Harlow - First Class
  - Bad Bunny e Chencho Corleone - Me porto bonito
  - Beyoncé - Break My Soul
  - Charlie Puth e Jung Kook - Left and Right
  - Doja Cat - Vegas
  - Future (featuring Drake & Tems) - Wait for U
  - Harry Styles - Late Night Talking
  - Kane Brown - Grand
  - Latto e Mariah Carey (featuring DJ Khaled) - Big Energy (Remix)
  - Lizzo - About Damn Time
  - Marshmello e Khalid - Numb
  - Nicki Minaj - Super Freaky Girl
  - Nicky Youre e Dazy - Sunroof
  - Post Malone (featuring Doja Cat) - I Like You (A Happier Song)
  - Rosalía - Bizcochito
  - Steve Lacy - Bad Habit
- 2023[11]
  - Jung Kook (featuring Latto) - Seven
  - Beyoncé - Cuff It
  - Billie Eilish - What Was I Made For?
  - Doja Cat - Paint the Town Red
  - Doechii (featuring Kodak Black) - What It Is (Block Boy)
  - Dua Lipa - Dance the Night
  - Fifty Fifty - Cupid
  - Gunna - FukUMean
  - Nicki Minaj & Ice Spice con gli Aqua - Barbie World
  - Olivia Rodrigo - Vampire
  - SZA - Kill Bill
  - Taylor Swift (featuring Ice Spice) - Karma
  - Tomorrow x Together & i Jonas Brothers - Do It like That
  - Luke Combs - Fast Car
  - Troye Sivan - Rush
  - Yng Lvcas & Peso Pluma - La Bebe
- 2024[12][13]
  - Taylor Swift (featuring Post Malone) - Fortnight
  - Ariana Grande - We Can't Be Friends (Wait for Your Love)
  - Benson Boone - Beautiful Things
  - Billie Eilish - Birds of a Feather
  - Chappell Roan - Good Luck, Babe!
  - Charli XCX (featuring Billie Eilish) - Guess
  - Eminem - Houdini
  - Future, Metro Boomin e Kendrick Lamar - Like That
  - GloRilla e Megan Thee Stallion - Wanna Be
  - Hozier - Too Sweet
  - Kendrick Lamar - Not like Us
  - Post Malone (featuring Morgan Wallen) - I Had Some Help
  - Sabrina Carpenter - Please Please Please
  - Shaboozey - A Bar Song (Tipsy)
  - SZA - Saturn
  - Tommy Richman - Million Dollar Baby